# 伊森堡
伊森堡是德国莱茵兰-普法尔茨州的一个市镇。总面积4.17平方公里，总人口602人，其中男性305人，女性297人（2011年12月31日），人口密度144人/平方公里。